# Samhälle (geografi)
För andra betydelser, se Samhälle.

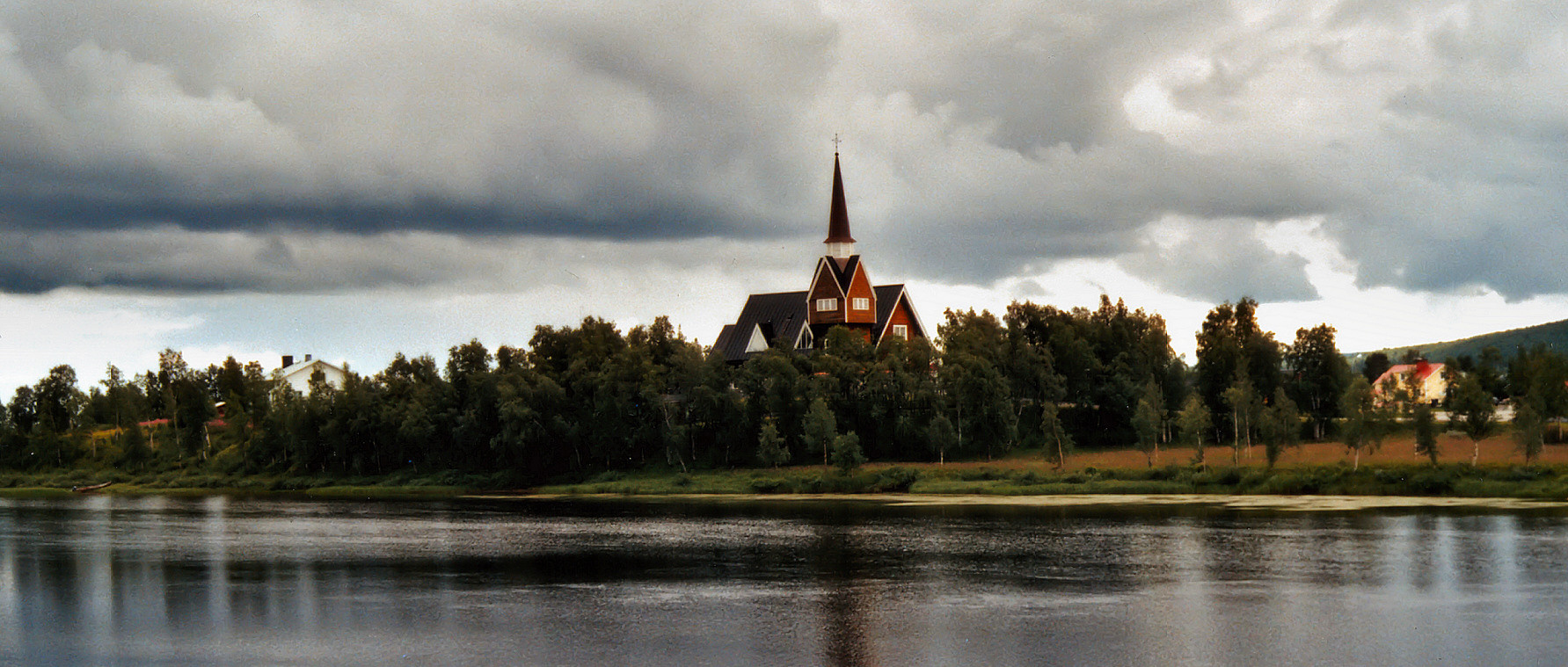
Karesuando, Sveriges nordligaste tätort.

Tokyo, en av världens största städer.

Ett samhälle är i geografi en plats eller område där flera människor varaktigt har sin bostad, eller bedriver annan verksamhet.
Ett samhälle är ur strikt geografisk synvinkel en geografisk plats där människor valt att leva under samhälleliga former under en längre tid. Platsen bär synliga och permanenta spår av samhällsbildningen i form av hus och andra byggnader där människor lever och vistas. 
Ett nomadsamhälle som periodvis flyttar till olika platser kan inte räknas som ett samhälle ur geografisk synvinkel eftersom de normalt inte lämnar permanenta spår i geografin. Nomadsamhällen som regelbundet återkommer till samma plats utgör gränsfall.
I dagligt tal används flera benämningar för att beskriva ett samhälle. De flesta orden ger en indikation på storleken på samhället eller i vissa fall hur betydelsefullt samhället är. 

## Informella benämningar
Informella (eller historiska) benämningar på ett samhälle kan vara till exempel
| Benämning | Kommentar |
| --------- | --- |
| By        | Mindre samhälle oftast av landsbygdskaraktär. Kan vara en tätort, en småort eller vara bebyggelse som inte definieras vare sig som tätort eller småort. |
| Köping    | Äldre benämning på handelsplats och samhälle utan stadsprivilegier                                                                                      |
| Samhälle  | Används idag ibland för att beskriva mellanstora orter som inte kan göra anspråk på att kallas stad                                                     |
| Stad      | Tidigare hade stad en väldefinierad betydelse men idag används det för att beskriva ett relativt stort samhälle                                         |

## Formella benämningar
Formella benämningar på ett samhälle kan vara till exempel
| Benämning  | Kommentar                                                                                               |
| ---------- | --- |
| Centralort | En centralort är den tätort i en kommun där huvuddelen av den kommunala administrationen är lokaliserad |
| Förort     | Bostadsområde eller annan ort som ligger i utkanten av en större stad                                   |
| Småort     | En småort är ett samhälle med 50-199 invånare och där avståndet mellan husen är mindre än 150 meter     |
| Tätort     | En tätort är ett samhälle med minst 200 invånare och där avståndet mellan husen är mindre än 200 meter  |